# Senantes
Senantes é uma comuna francesa na região administrativa do Centro, no departamento Eure-et-Loir. Estende-se por uma área de 7,61 km². Em 2010 a comuna tinha 584 habitantes (densidade: 76,7 hab./km²).